# Orectochilus teranishii
Orectochilus teranishii là một loài bọ cánh cứng trong họ van Gyrinidae. Loài này được Kamiya miêu tả khoa học năm 1933.